# Kế toán xã hội
Kế toán xã hội, phân biệt với Kế toán tài chính/kinh tế,  (cũng được gọi là kế toán và kiểm toán xã hội (social accounting and auditing), giám sát xã hội (social accountability), kế toán môi trường và xã hội (social and environmental accounting), báo cáo xã hội của doanh nghiệp (corporate social reporting), trách nhiệm xã hội của doanh nghiệp (corporate social responsibility reporting), báo cáo kế toán phi-tài chính (non-financial reporting) là quy trình truyền thông các tác dụng cho xã hội và môi trường bởi các hoạt động kinh tế của các tổ chức đối với các nhóm chủ thể nhất định trong xã hội và tới toàn thể xã hội.
Xã hội kế toán thường được sử dụng trong bối cảnh của việc kinh doanh, hay trách nhiệm xã hội của doanh nghiệp (CSR), mặc dù bất cứ tổ chức, bao gồm cả tổ chức phi chính phủ, tổ chức từ thiện, và các cơ quan chính phủ đều có thể tham gia vào kế toán xã hội. Kế toán xã hội cũng có thể được sử dụng kết hợp với giám sát dựa vào cộng đồng (CBM, community-based monitoring).
Kế toán xã hội nhấn mạnh khái niệm trách nhiệm giải trình của doanh nghiệp (corporate accountability). D. Crowther định nghĩa kế toán xã hội theo nghĩa này là "một cách tiếp cận cho việc báo cáo các hoạt động của doanh nghiệp trong đó nhấn mạnh sự cần thiết phải xác định được hành vi vì xã hội của doanh nghiệp, xác nhận của những khách hàng, người có quyền lợi liên quan trong xã hội mà doanh nghiệp có trách nhiệm liên đới trong hoạt động của mình và sự phát triển các biện pháp và kỹ thuật báo cáo phù hợp." Nó là một bước quan trọng trong việc giúp đỡ các công ty tự xây dựng chương trình trách nhiệm xã hội của mình, điều này giúp mang lại nhiều hiệu quả hơn cho doanh nghiệp, so với việc họ chỉ thực hiện những trách nhiệm xã hội do nhà nước quy định.